# برسية تراباكانية
برسية تراباكانية (الاسم العلمي:Gnaphalium tarapacanum) هي نوع من النباتات تتبع جنس البرسية من الفصيلة النجمية.